# 三村能実
三村 能実（みむら よしざね、生没年不詳）は、鎌倉時代後期から室町時代初期において、備中国星田郷を根拠に活動した在地武士。備中三村氏の一族。幼名は孫次郎。三村時太郎親実の子という。
三村氏は、鎌倉時代後期までには信濃国洗馬荘より備中国星田郷に地頭として入部し、活動していた（新補地頭）。能実の位置づけとしては、星田郷に根拠とする小武士団三村氏の惣領であったと見られる。
『太平記』巻七「船上合戦寺」に、元弘3年(1333年)、配流先の隠岐島より脱出した後醍醐天皇が伯耆国船上山に立て籠もった際に馳せ参じた諸将として「備中ニ新見・成合・那須・三村・小坂・河村・庄・真壁」とあり、この「三村」こそ能実という(「成合」は成羽を掌握していた三村氏とも言われる)。
建武3年(1336年)、能実は足利直義から備中星田郷を所領安堵され、改めて地位の確認を受けている。